# Катулев, Александр Николаевич
Александр Николаевич Катулев (2 ноября 1930 — 3 января 2019, Тверь) — советский и российский математик, доктор технических наук, профессор, заслуженный деятель науки Российской Федерации.

## Биография
Окончил Военно-морское училище (1952), Артиллерийскую радиотехническую академию (1961). Работал во 2-м центральном научно-исследовательском институте Минобороны РФ, а с 1986 года -- в Тверском государственном университете.
А.Н. Катулевым была создана научная школа в области теории исследования операций, в том числе в алгоритмизации процессов обработки информации, управления и принятия решений в сложных информационных системах. Им подготовлено 7 докторов и 15 кандидатов наук, опубликовано более 200 научных трудов, в том числе 8 монографий, изданных в центральных издательствах, получено 15 патентов на изобретения.
Являлся членом научно-технического совета МКБ «Электрон», Всероссийского научного общества по исследованию операций.
Основные научные результаты:
- синтез многоуровневой структуры комлпексного алгоритма функционирования информационной системы с пространственно разнесенными средствами;
- разработка критериев и алгоритмов оценки эффективности функционирования информационной системы в различных простых и сложных условиях, включая проверку ее работы на испытаниях и учениях;
- разработан нелинейный двумерный согласованный фильтр, математически представляющийся двумерным оператором Гаммерштейна n-го порядка;
- разработаны эффективные методы решения систем линейных алгебраических уравнений метода наименьших квадратов при оценке параметров изображения по случайной двумерной выборке;
- построены двумерные минимаксные фильтры для обработки изображений в условиях априорной неопределенности о помеховых воздействиях;
- разработаны новые статистические методы прогнозирования цены отдельного вида продукции и косвенной функции полезности;
- разработана система математических моделей промышленного комплекса для решения задач оценки эффективности стратегий вывода предприятия из кризисных состояний в состояние экономической стабильности и роста.

## Награды и звания
Заслуженный деятель науки Российской Федерации, лауреат премии Правительства РФ в области образования (2012).

## Основные работы
- А. Н. Катулев, М. Ф. Малевинский Методы и алгоритмы повышения качества слабоконтрастного 2D изображения, обнаруживаемого оптико-электронным прибором динамического объекта, Вестник ТвГУ. Серия: Прикладная математика, 2018, 3,  95–111.
- А. Н. Катулев, М. Ф. Малевинский Семейство вейвлетов на основе волновой вытянутой сфероидальной функции нулевого порядка, Вестник ТвГУ. Серия: Прикладная математика, 2017, 1,  71–84
- А. Н. Катулев, А. Ю. Кузнецов, Исследование устойчивости нелинейных автономных динамических систем без применения функции Ляпунова, Вестник ТвГУ. Серия: Прикладная математика, 2011, 23,  75–82
- А. Н. Катулев, Г. М. Соломаха, “Концепция идентифицируемости нелинейных многомерных систем обработки информации”, Вестник ТвГУ. Серия: Прикладная математика, 2010, 18,  49–58
- A. N. Katulev, A. N. Kudinov, M. F. Malevinsky, “Probabilistic characteristics of the nonlinear dynamic parabolic system with random coefficients”, Autom. Remote Control, 70:8 (2009), 1340–1350
- А. Н. Кудинов, А. Н. Катулев, М. Ф. Малевинский, “Метод и алгоритм управления стохастическим объектом с распределенными параметрами”, Матем. моделирование, 21:2 (2009),  85–102
- А. Н. Катулев, А. Н. Кудинов, М. Ф. Малевинский, “Метод оценки вероятностных характеристик стохастических нелинейных распределенных систем”, Вестник ТвГУ. Серия: Прикладная математика, 2008, 9,  67–76
- A. N. Katulev, V. N. Kuznetsov, M. F. Malevinsky, G. M. Solomakha, “A Two-Dimensional Polynomial Filter”, Autom. Remote Control, 64:9 (2003), 1432–1441
- А. Н. Катулев, Ан. Н. Сотников, “Стохастические модели прогнозирования цены”, Дискретн. анализ и исслед. опер., сер. 2, 9:1 (2002),  61–77
- В. В. Федоров, А. Н. Катулев, Г. В. Колесник, “Oптимальный режим функционирования промышленного комплекса в условиях финансового кризиса”, Матем. моделирование, 13:10 (2001),  77–90
- L. S. Vilenchik, M. F. Malevinskii, A. N. Katulev, “The Spectrum Reconstruction Method for a Function from a Finite Sample”, Autom. Remote Control, 58:6 (1997), 918–923